# Antipruriginoso
Gli antipruriginosi, noti anche come farmaci anti-prurito, sono farmaci che inibiscono il prurito (in latino: pruritus), associato generalmente a scottature, reazioni allergiche, eczema, psoriasi, varicella, infezioni fungine, punture di insetti, come quelle delle zanzare, pulci e acari, e dermatite allergica da contatto e orticaria causata da piante come l'edera velenosa (dermatite da contatto indotta) o l'ortica, oppure a gravi malattie sistemiche come la cirrosi epatica.
Tali farmaci si rendono necessari ove non sia possibile risolvere la causa scatenante.

## Farmaci anti-prurito
Gli anti-prurito topici sotto forma di creme e spray sono spesso disponibili come farmaci da banco. Esistono anche i farmaci anti-prurito da somministrazione orale  e sono di solito farmaci da prescrizione. I principi attivi di solito appartengono a queste classi:
- antistaminici come la difenidramina, che sono efficaci nei pruriti legati alla liberazione di istamina, come l'orticaria[1];
- corticosteroidi come l'idrocortisone crema topica;
- anti-irritazioni, come olio di menta, mentolo o canfora[2];
- anestetici locali come la lidocaina, pramocaina, o benzocaina in creme o lozioni per uso topico;
- Nalfurafina, somministrato per via orale, ad azione centrale (recettori κ-oppioidi) approvato per prurito uremico ed efficace in modelli animali per altre forme di pruriti[3].

Vari farmaci vengono frequentemente utilizzati off-label per il trattamento del prurito: ad esempio, il gabapentin può essere risolutivo in alcuni casi di prurito sistemico, e gli SSRI si sono rivelati efficaci in alcune forme di prurito refrattario ad altre terapie.